# Elliott Coues

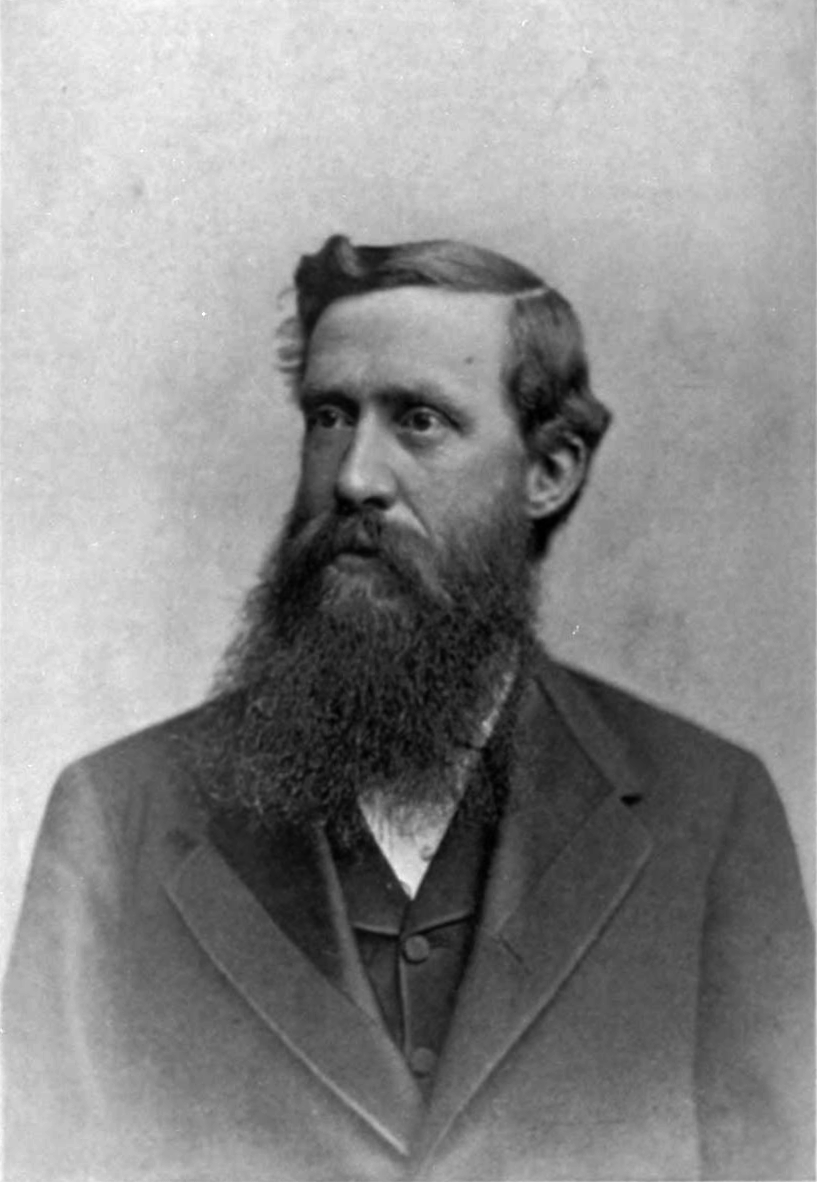
Elliott Coues

Samuel Elliott Coues (Portsmouth, 9 settembre 1842 – Baltimora, 25 dicembre 1889) è stato uno storico e ornitologo statunitense.

## Biografia
Si laureò alla George Washington University nel 1861 ed alla scuola medica del medesimo istituto nel 1863: un anno dopo, fu assunto nell'esercito col ruolo di aiuto-chirurgo.
Nel 1872 pubblicò il libro Key to North American Birds, il quale, assieme alle ripubblicazioni del 1884 e del 1901, è stato uno dei capisaldi nella sistematica standard dell'avifauna nordamericana, in particolare per quanto concerne la nomenclatura trinomiale.
Fino al 1876 restò in Massachusetts come chirurgo, dopodiché fu eletto segretario e naturalista della United States Geological and Geographical Survey of the Territories, per la quale scrisse varie pubblicazioni. Un anno dopo venne eletto conferenziere della scuola medica alla quale si era laureato, e nel 1882 divenne professore di anatomia.

Coues era un bibliografo assai attento: nel suo libro Birds of the Colorado Valley incluse una sezione nella quale tentava di chiarire se le rondini migrassero verso climi più caldi oppure si ibernassero nei laghi, come ai tempi si credeva:
(Birds of the Colorado Valley (1878), capitolo XIV.)
Nel 1881, si dimise dall'esercito per donarsi anima e corpo alla ricerca scientifica: fu tra i fondatori della American Ornithologists' Union ed il curatore principale del giornale dell'associazione, The Auk, oltre che di vari altri periodici a carattere scientifico-ornitologico.
Oltre all'ornitologia, ebbe a che fare anche con la mammologia: il libro da lui scritto e pubblicato Fur-Bearing Animals (1877) si distingue per l'accuratezza e la completezza enciclopedica delle descrizioni delle varie specie trattate.
Cominciò inoltre ad interessarsi a materie come lo spiritualismo e la teosofia: maturò la convinzione che la scienza convenzionale non fosse capace di risolvere i problemi della vita e di vincere il destino. Convinto dagli allora rivoluzionari principi dell'evoluzionismo, egli era dell'opinione che essi avrebbero potuto essere applicati alla psicologia per spiegare fenomeni come ipnosi, chiaroveggenza o telepatia: a tal fine egli frequentò Madame Blavatsky.

In seguito, fondò la Gnostic Theosophical Society of Washington, e nel 1890 divenne presidente della Esoteric Theosophical Society of America: in questo periodo, tuttavia, cominciò a scemare il proprio interesse per la teosofia.

## Opere
Fra le sue molte pubblicazioni (in numerose delle quali collaborò con altri studiosi), si ricordano:
- A Field Ornithology (1874);
- Uccelli del Nord-Ovest (1874);
- Monografia dei roditori nordamericani, a quattro mani con J. A. Allen (1877);
- Birds of the Colorado Valley (1878);
- Bibliografia dell'ornitologia, incompleto (1878-1880);
- Avifauna del New England (1881);
- A Dictionary and Check List of North American Birds (1882);
- Biogen, A Speculation on the Origin and Motive of Life (1884);
- Il demone di Darwin (1884);
- La materia può pensare? (1886);
- Neuro-Miologia (1887).

Ha inoltre scritto numerosi articoli per il Century Dictionary ed altre enciclopedie, e pubblicò i Diari di Lewis e Clark (1893), and I viaggi di Zebulon M. Pike (1895).
| Coues è l'abbreviazione standard utilizzata per le specie animali descritte da Elliott Coues. Categoria:Taxa classificati da Elliott Coues |